# Шпиксов гуан
Шпиксов гуан (лат. Penelope jacquacu) је врста птице из рода Penelope, породице Cracidae. Живи у Боливији, Бразилу, Колумбији, Еквадору, Гвајани, Перуу и Венецуели. Природна станишта су јој суптропске и тропске влажне низинске шуме.

## Опис
Дуга је 66-89 сантиметара, а тешка је 1,15 до 1,7 килограма. Перје на телу је смеђе до маслинасте боје. Врат је црн, а грло је црвене боје. 

## Подврсте
Има четири подврсте. То су:
- - јужни део Венецуеле до Гвајана и северни део бразилске Амазоније.
- - југоисточна Венецуела и северозапад Бразила
- - исток Колумбије све до Боливије и нека подручја бразилског дела Амазоније
- - источна Боливија